# Dossa Júnior
Dossa Momad Omar Hassamo Júnior, más conocido como Dossa Júnior, (Lisboa, Portugal, 28 de julio de 1986) es un exfutbolista portugués, nacionalizado chipriota, que jugaba como defensa.

## Selección nacional
Fue internacional con la selección de fútbol de Chipre; donde jugó 24 partidos internacionales y anotó un gol en dicho seleccionado.

## Clubes
| Club              | País     | Año       |
| ----------------- | -------- | --------- |
| Imortal D. C.     | Portugal | 2003-2005 |
| Digenis Morphou   | Chipre   | 2006-2007 |
| AEP Paphos        | Chipre   | 2007-2009 |
| AEL Limassol      | Chipre   | 2009-2013 |
| Legia de Varsovia | Polonia  | 2013-2015 |
| Konyaspor         | Turquía  | 2015-2016 |
| Eskişehirspor     | Turquía  | 2016      |
| AEL Limassol      | Chipre   | 2016-2020 |

## Palmarés

### Títulos nacionales
| Título                     | Club              | País    | Año     |
| -------------------------- | ----------------- | ------- | ------- |
| Primera División de Chipre | AEL Limassol      | Chipre  | 2011-12 |
| Ekstraklasa                | Legia de Varsovia | Polonia | 2013-14 |
| Copa de Polonia            | Legia de Varsovia | Polonia | 2014-15 |
| Copa de Chipre             | AEL Limassol      | Chipre  | 2018-19 |